# 謝恩靈
謝恩靈（英語：Rosanna Tse Yan Ning，2002年1月25日—），香港女藝人及《2020年度香港小姐競選》十強佳麗，現為無綫電視經理人合約藝員。

## 簡歷

### 早年生活
謝恩靈在香港出生及長大，平時在學期間曾參予中學舞蹈隊，並於2017年至2019年之間，謝恩靈連續三屆在香港學校舞蹈節中取得中學組爵士舞以及街舞組別甲級獎。個人又曾於2014年參與中英劇團社區外展計劃「元朗天水圍音樂劇團」，同年8月參予《999惑星》音樂劇演出。

## 演出作品

### 電視劇
| 首播     | 劇名 | 角色 |
| 無綫電視 |      |      |

### 網上直播節目
| 首播     | 節目名                              | 備註   |
| 無綫電視 |                                     |        |
| 2020年   | 2020香港小姐競選 — 第一輪網上面試   | 參賽者 |
| 2020年   | 2020香港小姐競選 — 港姐現真身面試   | 參賽者 |
| 2020年   | 2020香港小姐競選 — 第二輪面試       | 參賽者 |
| 2020年   | 《STAY HOME·見營養師》              | 參賽者 |
| 2020年   | 《Queen of Posing》                 | 參賽者 |
| 2020年   | 2020香港小姐競選 — 公布海外入圍佳麗 | 參賽者 |
| 2020年   | 《我和港姐有個約會》                | 參賽者 |
| 2020年   | 2020香港小姐競選 — 公布15強入圍名單 | 參賽者 |
| 2020年   | 2020香港小姐競選 — 公布12強入圍名單 | 參賽者 |
| 2020年   | 《決賽佳麗誕生》                    | 參賽者 |
| 2020年   | 記憶女皇（Queen of Memory）頒獎典禮 | 參賽者 |

### 綜藝節目
| 首播     | 節目名                   | 備註   |
| 無綫電視 |                          |        |
| 2020年   | 《我和港姐有個約會》     | 參賽者 |
| 2020年   | 《#後生仔傾吓偈》          | 參賽者 |
| 2020年   | 《港姐有問題》           | 參賽者 |
| 2020年   | 《港姐見工有問題》       | 參賽者 |
| 2020年   | 《姊妹淘》               | 參賽者 |
| 2020年   | 《2020香港小姐競選決賽》 | 參賽者 |
| 2020年   | 《#後生仔睇完港姐傾偈》  | 參賽者 |

## 外部連結
- 謝恩靈的Instagram帳戶
- 2020香港小姐競選 - #9 謝恩靈 Rosanna Tse - 佳麗姿料
- Rosanna Tse's TVB details